# Ісібасі Норіко
Ісібасі Норіко (яп. 石橋 紀子; нар. Японія) — японська футболістка, виступала в збірній Японії.

## Кар'єра в збірній
У грудні 1989 року портапила до списку гравчинь збірній Японії, які поїхали на жіночий чемпіонат Азії 1989 року. На цьому турнірі 24 грудня Ісібасі дебютувала у національній збірній у поєдинку проти Непалу, також відзначилася голом у воротах непалок. Учасниця чемпіонату Азії 1991 року. На цьому турнірі зіграла свій останній матч за збірну Японії. У футболці національної збірної з 1989 по 1991 рік зіграла 3 матчі, відзначилася 1 голом.

## Статистика виступів у збірній
| жіноча національна збірна Японії | жіноча національна збірна Японії | жіноча національна збірна Японії |
| Рік                              | Матчі                            | Голи                             |
| -------------------------------- | -------------------------------- | -------------------------------- |
| 1989                             | 1                                | 1                                |
| 1990                             | 0                                | 0                                |
| 1991                             | 2                                | 0                                |
| Загалом                          | 3                                | 1                                |